# HörDat
Die HörDat ist eine Online-Datenbank mit Angaben zu 45.000 Radio-Hörspielen und 6.600 Radio-Features. Sie wendet sich an Wissenschaftler und interessierte Hörer. Die Datenbank enthält neben den Produktionsdaten auch Inhaltsangaben, Sendetermine und Weblinks zu weiteren Informationen.

## Geschichte
Gegründet wurde die Datenbank im Oktober 2000 von Herbert Piechot. Piechot sammelte seit 1982 aus privatem Interesse Hörspiele auf Audiokassetten. Die Sammlung wurde später durch Hörspielbroschüren aller öffentlich-rechtlichen deutschsprachigen Sender ergänzt.
Neben Einträgen zu Hörspielen enthält die HörDat auch Nachweise von Radio-Features. Die Suche in der Datenbank kann auf Hörspiele eingeschränkt werden, für die ein Sendetermin gespeichert ist. Das frei zugängliche Webprojekt erhält durchschnittlich 2.300 Abfragen pro Tag.
Am 19. April 2011 wurde Herbert Piechot für den Aufbau der Hörspiel-Website die Verdienstmedaille des Verdienstordens der Bundesrepublik Deutschland überreicht.

## Rezension
Die FAZ schrieb über das Projekt:
„Nimmt man die Hörspieldatenbank des Österreichischen Rundfunks hinzu, hat man zwei Werkzeuge zur Hand, die wissenschaftlichen Ansprüchen standhalten und für Sammler eine wichtige Lücke schließen, die bisher nur das Deutsche Rundfunkarchiv mit seinen Buchpublikationen zu schmälern vermochte.“